# 池松壮亮
池松 壮亮（いけまつ そうすけ、1990年7月9日 - ）は、日本の俳優。福岡県福岡市出身。

## 略歴
10歳のときに、先に子役活動をしていた姉・日佳瑠と一緒に劇団四季のミュージカル『ライオン・キング』の子役オーディションを受け、ヤングシンバ役に選ばれデビュー。当時は野球に夢中で人前に出ることも苦手だったが、「野球カードを買ってあげるから」という親の言葉につられて受け合格し、その後は日佳瑠と同じ劇団ひまわり系列の事務所に所属し子役活動を始める。
2003年、ハリウッド映画『ラスト サムライ』で映画初出演。トム・クルーズ演じる主人公と心を通わす少年・飛源を演じて、第30回サターン賞では若手俳優賞にノミネートされた。
映画『鉄人28号』（2005年公開）では1万人を超える中から主人公・金田正太郎役に選ばれ映画初主演を果たす。
2007年、大河ドラマ『風林火山』では武田勝千代（信玄の少年期）および、その息子である武田勝頼の二役を演じた。
2009年、『連続人形活劇 新・三銃士』で人形劇の声優に初挑戦した。2006年に放送された『新選組!! 土方歳三 最期の一日』で市村鉄之助を演じたときの池松の芝居が脚本の三谷幸喜の印象に残っていたことがきっかけで主人公、ダルタニアン役に指名された。ダルタニアンの顔は池松がモデルにもなっている。
同年、福岡大学附属大濠高等学校を卒業し、日本大学藝術学部映画学科監督コースへの進学を機に東京に移る。
2010年5月にブルーシャトルからホリプロに移籍。2013年に大学を卒業してからは役者の道一本となり意欲的に多彩なジャンルの作品に出演。
2014年、映画『ぼくたちの家族』や『紙の月』などの演技が評価され、その年の多くの映画賞の助演男優賞を受賞。『愛の渦』や『海を感じる時』では過激な濡れ場も演じた。ドラマ『MOZU』シリーズでは双子の殺し屋・百舌を一人二役で演じ、第39回エランドール賞・新人賞を受賞した。
2017年、『映画 夜空はいつでも最高密度の青色だ』では現代の市井に生きる若者を演じ、ヨコハマ映画祭主演男優賞など市民映画賞を続けて受賞する。
2018年、塚本晋也監督が初めて時代劇を手掛けた映画『斬、』で主演を務め、第75回ヴェネツィア国際映画祭のコンペティション部門に出品された。
2018年に主演を務めたドラマ『宮本から君へ』が2019年に映画化。この作品は2012年から真利子哲也監督と池松で映画化する企画が進んでいたが、途中で何度も頓挫しドラマ化を経て7年越しでやっと映画化に至った。この映画での演技が評価され、第93回キネマ旬報ベスト・テンなど主要な映画賞の主演男優賞を受賞した。

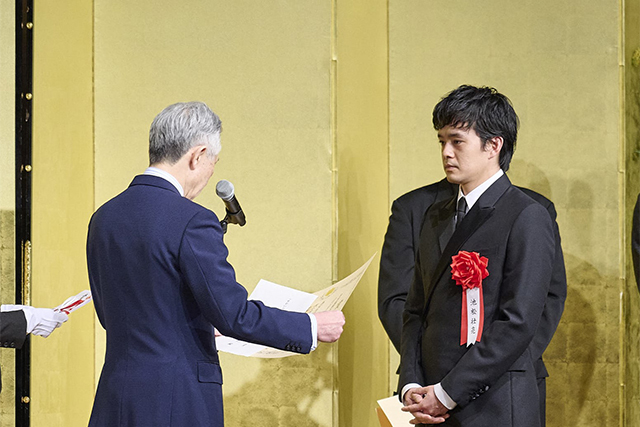
2024年、芸術選奨新人賞を受賞

2021年、石井裕也監督が初のオール韓国ロケで現地のスタッフとタッグを組んだ映画『アジアの天使』で韓国に渡ったシングルファーザーの主人公を演じ、第20回ニューヨーク・アジアン映画祭でライジングスター・アジア賞を受賞した。
2023年、仮面ライダー生誕50周を記念し制作された映画『シン・仮面ライダー』では主人公・本郷猛 / 仮面ライダー1号役を演じた。
新たな挑戦をするため、2023年8月末日をもって13年間所属したホリプロを退社し独立した。
2024年、映画への貢献を評価され、芸術選奨文部科学大臣新人賞を受賞した。
2026年放送予定の大河ドラマ『豊臣兄弟!』では豊臣秀吉を演じ、19年ぶりに大河ドラマに出演する。

## 人物
姉は元劇団四季の女優・池松日佳瑠。4人兄弟で下に妹と弟がいる。父は福岡で建築業を主とした会社経営をしており、保育園の運営もしていた。
子どものころの夢は野球選手で、『ラスト サムライ』のオーディションでも俳優ではなくイチローみたいな野球選手になりたいと答えていた。
小学校から高校まで仕事と両立させながら野球部に所属。1番バッターでポジションはセンター。高校時代は硬式野球部では俳優活動と両立が不可能だったために軟式野球部に所属し副キャプテンを務めていた。元中日ドラゴンズの古本武尊とは小学校からの幼馴染で、新庄剛志が作った少年野球チーム「長丘ファイターズ」で共にプレーし、中学・高校も一緒だった。
プロ野球は福岡ソフトバンクホークスのファンで子役時代には始球式を2回務めたことがある。
特技は乗馬、水泳、ピアノ、書道、ラグビー。小学校の5年間は、ラグビーをしていた。
東京でたくさんの映画が公開していることに衝撃を受けてから映画をよく観るようになり、2015年には年間200本観ると明かしている。プライベートでアミール・ナデリ監督『CUT』を観に行った際には一般人として感想をコメントし、その動画が映画の公式ブログに掲載されている。
高校卒業とともに「俳優をやる」という決意が固まり、自分が入っていこうとする世界を相対的に見たいという理由で大学では4年間、映画監督の勉強をしていた。監督を務めた卒業制作の『灯火』は2015年に下北沢トリウッドでも上映された。
俳優としては「すごい監督さんはたくさんいらっしゃるので、その人たちの想いに賛同できる俳優でいたい」と語る。
プライベートで交流のある俳優仲間はそんなにいないと話すが、同い年の林遣都や映画『DIVE!!』で共演した俳優たちとは17歳の頃から、高畑充希、前田敦子、柄本時生とはドラマ『Q10』で共演して以来、交友が続いている。妻夫木聡とは私生活でも兄弟のように仲が良く慕っており、銀杏BOYZの峯田和伸とは舞台での共演をきっかけに親交を深め、敬愛する存在だと明かしている。また、同じ福岡市出身である元宝塚歌劇団男役の和海しょうとは小学生時代から親交がある。
エレファントカシマシが好きで「自分の身体の2割はエレカシで出来ているんじゃないか」と語っている。また『宮本から君へ』の撮影時の際も「移動中はずっとエレカシを聞いていた」とインタビューで答えている。

## 出演
※主演作品は太字で表示。

### 映画
- ラスト サムライ（2003年12月6日、ワーナー・ブラザース映画） - 飛源 役
- 鉄人28号（2005年3月19日、松竹） - 主演・金田正太郎 役
- 男たちの大和/YAMATO（2005年12月17日、東映） - 前園敦 役
- UDON（2006年8月26日、東宝） - 水沢翔太 役
- 夜のピクニック（2006年9月30日、ムービーアイ / 松竹） - 榊順弥 役
- 蒼き狼 〜地果て海尽きるまで〜（2007年3月3日、松竹） - テムジン（少年期） 役
- 砂時計（2008年4月26日、東宝） - 北村大悟（中高生時代） 役
- DIVE!!（2008年6月14日、角川映画） - 主演・富士谷要一 役
- いけちゃんとぼく（2009年6月20日、角川映画） - ヨシオ（大学生時代） 役
- 半分の月がのぼる空（2010年4月3日、IMJエンタテインメント） - 主演・裕一 役
- 信さん・炭坑町のセレナーデ（2010年11月27日、ゴールドラッシュ） - 辻内守 役
- もし高校野球の女子マネージャーがドラッカーの『マネジメント』を読んだら（2011年6月4日、東宝） - 柏木次郎 役
- 行け!男子高校演劇部（2011年8月6日、ショウゲート） - 大和田舵 役
- 雨粒の小さな歴史（2012年11月24日、Tokyo New Cinema）[注 1]
- 星に☆願を（2012年） - 主演・福留 役[注 2]
- 横道世之介（2013年2月23日、ショウゲート） - 倉持一平 役
- 上京ものがたり（2013年8月24日、ファントム・フィルム） - 岡崎良介 役
- 自分の事ばかりで情けなくなるよ（2013年10月26日、SPOTTED PRODUCTIONS） - 主演・リクオ 役
- 愛の渦（2014年3月1日、クロックワークス） - 主演・ニート 役
- 大人ドロップ（2014年4月4日、東宝映像事業部） - 主演・浅井由 役
- ぼくたちの家族（2014年5月24日、ファントム・フィルム） - 若菜俊平 役
- 春を背負って（2014年6月14日、東宝） - 須永幸一 役
- わたしのハワイの歩きかた（2014年6月14日、東映） - 田嶋祐一 役
- 海を感じる時（2014年9月13日、ファントム・フィルム） - 高野洋 役
- 紙の月（2014年11月15日、松竹） - 平林光太 役
- バンクーバーの朝日（2014年12月20日、東宝） - フランク野島 役
- 愛の小さな歴史（2015年5月9日、Tokyo New Cinema） - 敷谷壮 役
- 私たちのハァハァ（2015年9月12日、SPOTTED PRODUCTIONS）- 佐々木 役
- 劇場版 MOZU（2015年11月7日、東宝） - 新谷和彦 役
- シェル・コレクター（2016年2月27日、ビターズ・エンド） - 光 役
- 無伴奏（2016年3月26日、アークエンタテインメント） - 堂本渉 役[44]
- ディストラクション・ベイビーズ（2016年5月21日、東京テアトル） - 三浦 役
- 海よりもまだ深く（2016年5月21日、ギャガ） - 町田健斗 役
- セトウツミ（2016年7月2日、ブロードメディア・スタジオ） - 主演・内海想 役
- だれかの木琴（2016年9月10日、キノフィルムズ） - 山田海斗 役
- 永い言い訳（2016年10月16日、アスミック・エース） - 岸本 役
- デスノート Light up the NEW world（2016年10月29日、ワーナー・ブラザース映画） - 主演・竜崎 役
- 続・深夜食堂（2016年11月5日、東映） - 清太 役
- 夜空はいつでも最高密度の青色だ（2017年5月13日、東京テアトル・リトルモア） - 主演・慎二 役
- 万引き家族（2018年6月8日、ギャガ） - 4番さん 役[45]
- ウタモノガタリ-CINEMA FIGHTERS project-「ファンキー」（2018年6月22日）
- 君が君で君だ（2018年7月7日、ティ・ジョイ） - 主演・尾崎豊になりきる男 役[46]
- 散り椿（2018年9月28日公開、東宝） - 坂下藤吾 役
- 斬、（2018年11月24日公開、新日本映画社） - 主演・都築杢之進 役[12]
- 町田くんの世界（2019年6月7日公開、ワーナー・ブラザース映画） - 吉高洋平 役[47]
- WE ARE LITTLE ZOMBIES（2019年6月14日公開、日活） - 望月 役[48]
- よこがお（2019年7月26日公開、KADOKAWA） - 米田和道 役[49]
- 宮本から君へ（2019年9月27日公開、スターサンズ・KADOKAWA）- 主演・宮本浩 役[15]
- カツベン!（2019年12月13日公開、東映） - 二川文太郎 役[50]
- アジアの天使（2021年7月2日、クロックワークス） - 主演・青木剛 役[51]
- 1921（2021年・日本では2021東京・中国映画週間で上映、ホアン・チエンシン監督）
- ちょっと思い出しただけ（2022年2月11日公開、東京テアトル） - 主演・照生 役[52]
- 柳川（2022年12月30日公開、チャン・リュル監督） - 中山 役[53]
- シン・仮面ライダー（2023年3月18日、庵野秀明監督、東映）- 主演・本郷猛 / 仮面ライダー・第1バッタオーグ 役[54]
- せかいのおきく（2023年4月28日公開、東京テアトル / U-NEXT / リトルモア） - 矢亮 役[55]
- 白鍵と黒鍵の間に（2023年10月6日公開、東京テアトル） - 主演・南 / 博 役（二役）[56]
- 愛にイナズマ（2023年10月27日公開、東京テアトル） - 折村誠一 役[57][58]
- ぼくのお日さま（2024年9月13日公開、東京テアトル） - 荒川 役[59]
- ベイビーわるきゅーれ ナイスデイズ（2024年9月27日公開、渋谷プロダクション） - 冬村かえで 役[60]
- 本心（2024年11月8日、ハピネットファントム・スタジオ） - 主演・石川朔也 役[61]
- レイブンズ（2025年3月28日、アークエンタテインメント） - 正田 役[62]
- フロントライン（2025年6月13日、ワーナー ブラザース映画） - 真田春人 役[63][64]
- THE オリバーな犬、(Gosh!!)このヤロウ MOVIE（2025年9月26日公開予定、エイベックス・フィルムレーベルズ） - 主演・青葉一平 役[65][66]

### テレビドラマ
- うきは〜少年たちの夏〜（2002年11月22日、NHK福岡） - 主演・村上健作 役
- 大河ドラマ（NHK）
  - 義経（2005年1月9日 - 12月11日） - 源頼朝（少年期） 役
  - 風林火山（2007年1月7日 - 12月16日） - 武田勝千代 / 武田勝頼 役
  - 豊臣兄弟!（2026年〈予定〉） - 豊臣秀吉 役[67]
- ハチロー〜母の詩、父の詩〜（2005年1月24日 - 3月21日、NHK） - サトウハチロー（少年期） 役
- 新選組!! 土方歳三 最期の一日（2006年1月3日、NHK） - 市村鉄之助 役
- いのちの島（2009年11月23日、TBS） - 新見トオル 役
- とめはねっ! 鈴里高校書道部（2010年1月7日 - 2月11日、NHK） - 大江縁 役
- 15歳の志願兵（2010年8月15日、NHK） - 主演・藤山正美 役
- Q10（2010年10月16日 - 12月11日、日本テレビ） - 久保武彦 役
- 私が初めて創ったドラマ 「オーマイゴット!?」（2010年10月29日、NHK BShi） - 主演・ミツル 役
- 最後の晩餐 〜刑事・遠野一行と七人の容疑者〜（2011年5月14日、テレビ朝日） - 湯原周太 役[注 3]
- 陽はまた昇る（2011年7月21日 - 9月15日、テレビ朝日） - 湯原周太 役
- とんび（2012年1月7日 - 14日、NHK） - 市川アキラ 役
- エンドロール〜伝説の父〜（2012年3月18日、WOWOW） - 尾崎健太郎 役
- 車イスで僕は空を飛ぶ（2012年8月25日、日本テレビ） - 佐山タケヒロ 役
- 連続テレビ小説 梅ちゃん先生 第25週 - 最終週（2012年9月18日 - 9月26日、NHK） - 中谷広志 役
- この世で俺/僕だけ（2013年3月31日、BSジャパン） - 主演・黒田甲賀 役
- あさきゆめみし〜八百屋お七異聞（2013年9月19日 - 11月21日、NHK） - 吉三郎 役
- 三谷幸喜「大空港2013」（2013年12月29日、WOWOW） - 田野倉睦夫 役
- MOZU（TBS / WOWOW） - 新谷和彦 / 新谷宏美 役
  - Season1〜百舌の叫ぶ夜〜（2014年4月10日 - 6月12日）
  - Season2〜幻の翼〜（2014年6月22日 - 7月20日（WOWOW）、10月16日 - 11月13日（TBS））
- オリエント急行殺人事件（2015年1月11日 - 12日、フジテレビ） - 羽佐間才助 役
- 金曜ロードSHOW!『デスノート　逆襲の天才』（2016年10月28日、日本テレビ） - 竜崎 役[68]
- シリーズ横溝正史短編集 （NHK BSプレミアム） - 主演・金田一耕助 役
  - シリーズ横溝正史短編集 金田一耕助登場!
    - 「黒蘭姫」（2016年11月24日）
    - 「殺人鬼」（2016年11月25日）
    - 「百日紅の下にて」（2016年11月26日）

  - シリーズ横溝正史短編集II 金田一耕助 踊る![69]
    - 「貸しボート十三号」（2020年1月18日）
    - 「華やかな野獣」（2020年1月25日）
    - 「犬神家の一族」（2020年2月1日）

  - シリーズ横溝正史短編集III 金田一耕助、戸惑う[70]
    - 「女怪」（2022年2月26日）
    - 「女の決闘」（2022年2月26日）
    - 「蝙蝠と蛞蝓」（2022年2月26日）

  - シリーズ横溝正史短編集IV 金田一耕助、悔やむ（NHK BSプレミアム4K、NHK BS）[71]
    - 「悪魔の降誕祭」（2025年4月24日）
    - 「鏡の中の女」（2025年5月8日）
    - 「湖泥」（2025年5月22日）
- 銀と金（2017年1月 - 3月、テレビ東京） - 主演・森田鉄雄 役[72]
- バイプレイヤーズ 〜もしも6人の名脇役がシェアハウスで暮らしたら〜 第2話・最終話（2017年1月21日・3月31日、テレビ東京） - 池松壮亮（本人） 役[73]
- 宮本から君へ（2018年4月6日 - 6月29日、テレビ東京） - 主演・宮本浩 役[15]
- デザイナー 渋井直人の休日（2019年1月18日 - 4月5日、テレビ東京） -  ピータードック店主 役
- 絶景探偵。SP（2019年3月1日、福島中央テレビ） - 弥七 役（特別出演）[74]
- あなたのそばで明日が笑う（2021年3月6日、NHK総合） - 葉山瑛希 役[75]
- オリバーな犬、 (Gosh!!) このヤロウ（NHK総合） - 主演・青葉一平 役
  - シーズン1（2021年9月17日 - 10月1日）[76]
  - シーズン2（2022年9月20日 - 10月4日）[77]
- Get Ready! 第1話・最終話（2023年1月8日・3月12日、TBS） - 渋谷隆治 役[78]
- 侵入者たちの晩餐（2024年1月3日、日本テレビ） - 重松洋介 役[79]
- ユーミンストーリーズ 第3話「春よ、来い」（2024年3月18日 - 21日、NHK総合） - 衣笠雄大 役[80]
- 季節のない街（2023年4月5日 - 6月7日、テレビ東京） - 主演・田中新助（半助） 役[81][注 4]
- 海のはじまり（2024年7月1日 - 9月23日、フジテレビ） - 津野晴明 役[82]
- ホットスポット 第4話 - 第7話・第9話（2025年2月2日 - 23日・3月9日、日本テレビ） - 岸本佑馬 役[83][84]
- シミュレーション 〜昭和16年夏の敗戦〜（2025年8月16日・17日、NHK総合） - 主演・宇治田洋一 役[85][86]

### 配信ドラマ
- 僕のいちばん暑かった夏 完全版（2007年6月1日、カルピス公式web）[87]
- I LOVE YOU 「魔法のボタン」（2013年7月29日 - 全5話、UULA） - 隆介 役[88]
- 裏切りの街（2016年2月1日 - 、全6話、dTV） - 主演・菅原 役
- 『デスノート NEW GENERATION』竜崎篇・遺志（2016年9月23日、hulu） - 主演・竜崎 役
- 深夜食堂 -Tokyo Stories Season2-「蟹と年越しそば」（2019年10月31日、Netflix） - 清太 役[89]
- モダンラブ・東京「彼は最後のレッスンを私にとっておいた」（2022年10月21日配信、Amazon Prime Video） - マモル 役[90]
- 季節のない街（2023年8月9日、ディズニープラス スター） - 主演・田中新助（半助） 役[91]

### 劇場アニメ
- ONE PIECE THE MOVIE オマツリ男爵と秘密の島（2005年3月5日、東映） - DJガッパ 役

### テレビアニメ
- クレヨンしんちゃん（2023年3月18日、テレビ朝日） - 本郷猛 役[92] ※映画『シン・仮面ライダー』のコラボ出演

### 人形劇
- 連続人形活劇 新・三銃士（2009年10月12日 - 2010年5月28日、NHK） - 主演・ダルタニアン 役
- シャーロック ホームズ 第12話 - 第13話（2015年1月4日 - 11日、NHK Eテレ） - ステイプルトン 役

### 舞台
- ライオン・キング（2001年 - 2003年） - ヤングシンバ 役
- リリオム（2012年5月25日 - 6月3日、青山円形劇場） - 主演・リリオム 役
- 100歳の少年と12通の手紙（2012年9月23日、東京グローブ座） - オスカー 役[注 5]
- ぬるい毒（2013年9月13日 - 26日、紀伊國屋ホール） - 主演・向伊 役[93]
- 母に欲す（2014年7月10日 - 8月3日、パルコ劇場〈東京〉 / 森ノ宮ピロティホール〈大阪〉） - 菅原隆司 役

### ラジオドラマ
- NHKラジオドラマ九州劇場（NHKラジオ）
  - 飛べ飛べ 川へ（2004年6月13日） - 主演・永峰弘 役
- FMシアター（NHK-FM）
  - 相方のあり方（2010年8月21日） - 主演・斉藤純 役[94]
  - 祖父と手紙と僕と（2012年4月7日） - 主演・斉藤祐介 役[95]
- BITS & BOBS TOKYO（2022年7月1日 - 29日、J-WAVE） ※マンスリーゲスト[96]

### ラジオ番組
- 戦後60年 男たちの大和（2005年12月28日、エフエム鹿児島）[97]
- 岡田惠和 今宵、ロックバーで〜ドラマな人々の音楽談義〜　第236回（2017年6月3日、NHK-FM）[98]
- MY OLYMPIC STORY（2019年4月6日 - 2020年9月26日、TOKYO FM） - ナビゲーター
- 『シン・仮面ライダーのオールナイトニッポンGOLD』（2023年4月14日、ニッポン放送）

### ドキュメンタリー

#### テレビ番組
- ロンドンから未来へ アスリートの新たな挑戦 みらいのつくりかたスペシャル（2012年12月31日、テレビ東京） - ナビゲーター
- 情熱大陸（2014年11月9日、TBS）
- SWITCHインタビュー 達人達 フランソワ・オゾン×池松壮亮（2018年7月21日、NHK Eテレ）[99]
- ドキュメント「シン・仮面ライダー 〜ヒーローアクション挑戦の舞台裏〜」（2023年3月31日、NHK BSP）[100]

#### 配信
- HERMÈS 「HUMAN ODYSSEY」EPISODE7 鹿児島県鹿児島市 しょうぶ学園（2021年）[101]

### ナレーション

#### テレビ番組
- 自分で自分を磨いて〜プレハブ小屋卓球塾の夏〜（2004年9月10日、NHK）
- みらいのつくりかた（2012年7月5日 - 2018年3月29日、テレビ東京）
- 課外授業 ようこそ先輩 （2015年5月15日、NHK Eテレ） - ナレーション
- ネクストブレイカー 竹原ピストル（2016年10月30日、NHK BSプレミアム）
- NHKドキュメンタリー
  - 大捜索ドキュメント! 屋久島“伝説の超巨大杉”（2017年8月15日、NHK総合）[102]
  - 1964 TOKYO 知られざるオリンピック（2019年3月31日、NHK BS1/2019年7月21日、NHK Eテレ）
- NHKスペシャル
  - 人体 神秘の巨大ネットワーク（2017年9月30日 - 2018年3月、NHK総合）
  - #失踪 若者行方不明3万人（2018年4月7日、NHK総合）
  - 夢をつかみにきたけれど ルポ・外国人労働者150万人時代（2019年7月13日、NHK総合）
  - 原子爆弾・秘録 〜謎の商人とウラン争奪戦〜（2023年8月6日、NHK総合）
- クローズアップ現代+ 「君たちはどう生きるか」特集（2018年1月9日、NHK総合） - 朗読[103]
- ザ・ノンフィクション 父を殺した母へ〜無理心中から17年目の旅〜 （2018年6月24日、フジテレビ）
- ETV特集
  - シリーズ データで読み解く戦争の時代（2018年8月18日、NHK Eテレ）
  - 人新世 ある村にて（2023年11月25日、NHK Eテレ）
  - 戦禍に言葉を編む（2024年2月24日、NHK Eテレ）[104]
- 探究の階段（2019年10月3日 -、テレビ東京） [105]
- ザ・ヒューマン 飛び込み一家 東京オリンピック宿命との闘い（2021年2月27日、NHK BS1）
- スポーツ×ヒューマン
  - わたしたちが走る理由南スーダン陸上選手の600日（2021年7月5日、NHK総合）
  - この一振りで超えてゆく 〜メジャーリーガー 吉田正尚〜（2023年8月14日、NHK BS1・NHK総合）[106]
- ドキュメント72時間 異国の地のアフガニスタン食堂で（2023年8月25日、NHK総合）[107]
- BSスペシャル 撃てない銃 〜日本人エンジニア 米銃社会に生きる〜（2024年2月8日、NHK BS）

#### 映画
- 僕は猟師になった（2020年8月22日、リトルモア・マジックアワー） - ナレーション[108]
- 思い出を、超えていけ。 30th Documentary HAWKS（2024年1月19日、ユナイテッド・シネマ）[109]

### CM
- ヤノメガネ（2002年）
- カルピス カルピスウォーター（2007年3月 - 8月）
- NTT docomo 「walk with you 2011 SUMMER」（2011年6月 - 8月）
- 日本生命 「みらい創造物語」シリーズ（2012年 - 2013年） - 主演・宗方真介 役
- リクルート リクルートポイント（2014年）
- 大和ハウス工業（2014年 - 2015年 ）[110]
- JT「ひとつずつですが、未来へ。」シリーズ（2016年1月- ） ※ナレーションと企業広告を担当
- 日本民間放送連盟 リオデジャネイロオリンピック gorin.jp（2016年8月）[111] ※ナレーションを担当
- LINE GAME LINEバブル2（2016年11月）[112] ※デスノートとのコラボCM（リュークと共演）
- サントリー デカビタC
  - 任天堂 「マリオスポーツ スーパースターズ」タイアップ（2017年）[113]
  - カプコン 「モンスターハンター：ワールド」タイアップ（2018年2月 - ）[114]
- Wright Flyer Studios 消滅都市2（2017年5月-）[115]
- BIGLOBEモバイル（2017年9月 - ）[116]
- セブン銀行（2017年 - 2021年） ※ナレーションを担当
- 大東建託 「家族はつながる。つながってゆく。」シリーズ （2018年6月 -）[117]
- ブイキューブ「テレキューブ」（2019年12月 - ）[118]
- 江崎グリコ「じゃんけんグリコ2020」（2020年2月 - ）[119]
- PARCO 心斎橋PARCO開業「Re:BIRTH!」（2020年10月 - ）[120]
- 大塚製薬 SOYJOY（2021年4月 - ）[121]
- 日本経済新聞社 日経電子版（2022年12月 - ）[122]
- マイナビ マイナビ転職（2024年1月 - ）[123]
- カシオ G-SHOCK GMC-B2100（2024年12月 - ）[124]
- 東海旅客鉄道 「#東京ゾクゾク」（2025年3月 - ）[125]
- サントリー THE PEEL〈レモン〉（2025年3月 - ）[126]
- NTT NTT社名変更「たまにはいいこと言う男」篇（2025年7月1日 - ）[127]

### 広告
- 西部ガス 企業広告（2004年 - 2006年）
- BEAMS 創業40周年記念「TOKYO CULTURE STORY」（2016年）
- MIYASHITA PARK「NO MORE NOMAL.」（2024年）

### ミュージックビデオ
- 乃木坂46 「君の名は希望」（2013年3月13日）
- クリープハイプ 「憂、燦々」（2013年5月1日）[128]
- ハナレグミ「深呼吸」（2016年）[129]
- BEAMS「TOKYO CULTURE STORY 今夜はブギー・バック（smooth rap）」（2016年10月21日）[130]

### ゲーム
- アンチャーテッド 砂漠に眠るアトランティス（2011年11月2日、ソニー・コンピュータエンタテインメント） - ネイサン・ドレイク（若年期） 役
- SD シン・仮面ライダー 乱舞（2023年3月23日、バンダイナムコエンターテインメント） - 主演・仮面ライダー 役[131]

### 玩具
- シン・仮面ライダー CSM変身ベルト タイフーン プラーナ強制排出補助機構付初期型（2025年4月22日）

### その他
- セブン銀行 ATM 期間限定ナビゲーション（2018年） ※CMと連動[132]
- コニカミノルタプラネタリウム満天 in Sunshine City『Milky Way＆The Moon -忘れられない、天の川へ-』（2019年3月14日 -） - ナレーション[133]
- Audible 村上春樹『一人称単数』（2024年2月26日） - 朗読[134]

## 書籍

### 雑誌連載
- プラスアクト ミニ「長い散歩」（2011年7月 - 2015年7月、ワニブックス）
- プラスアクト「連れ込み宿」（2015年11月 - 2016年12月、ワニブックス）

## 受賞歴
- 2013年度
  - 第5回TAMA映画賞 最優秀新進男優賞（『横道世之介』､『上京ものがたり』）
  - 福岡インディペンデント映画祭2013 主演男優賞（『家族の風景』[注 6][135]）
  - 第14回TAMA NEW WAVE ベスト男優賞（『家族の風景』[注 6][35]）
- 2014年度
  - 第27回日刊スポーツ映画大賞・石原裕次郎賞 助演男優賞（『海を感じる時』､『紙の月』､『ぼくたちの家族』）[8]
  - 第36回ヨコハマ映画祭 最優秀助演男優賞（『ぼくたちの家族』､『紙の月』）[136]
  - 第88回キネマ旬報ベスト・テン 助演男優賞（『ぼくたちの家族』､『海を感じる時』､『紙の月』ほか）[137]
  - 第38回日本アカデミー賞 新人俳優賞（『ぼくたちの家族』､『愛の渦』､『紙の月』）[138]
  - 第57回ブルーリボン賞 助演男優賞（『海を感じる時』､『紙の月』､『ぼくたちの家族』）[139]
  - 第39回エランドール賞 新人賞（『愛の渦』､『三谷幸喜 大空港2013』､『大人ドロップ』､『MOZU』､『ぼくたちの家族』､『春を背負って』､『私のハワイの歩きかた』､『海を感じる時』､『紙の月』）[140]
  - 第24回日本映画プロフェッショナル大賞 主演男優賞（『愛の渦』､『海を感じる時』ほか）
- 2016年度
  - 第10回日藝賞[25]
- 2017年度
  - 第9回TAMA映画賞 最優秀男優賞（『映画 夜空はいつでも最高密度の青色だ』､『続・深夜食堂』､『デスノート Light up the NEW world』､『永い言い訳』）[141]
  - 第39回ヨコハマ映画祭 主演男優賞（『映画 夜空はいつでも最高密度の青色だ』）[11]
  - 第32回高崎映画祭 最優秀助演男優賞（『映画 夜空はいつでも最高密度の青色だ』）[142]
- 2018年度
  - 第33回高崎映画祭 最優秀主演男優賞（『斬、』）[143]
  - 2018年度全国映連賞 男優賞（『斬、』）[144]
  - ジャパンアクションアワード2019 ベストアクション男優 優秀賞（『斬、』）[145][146]
- 2019年度
  - 第93回キネマ旬報ベスト・テン 主演男優賞（『宮本から君へ』）[147]
  - 第41回ヨコハマ映画祭 主演男優賞（『宮本から君へ』）[148]
  - 第32回日刊スポーツ映画大賞・石原裕次郎賞 主演男優賞（『宮本から君へ』）[149]
  - おおさかシネマフェスティバル2020 主演男優賞（『宮本から君へ』）[150]
- 2021年度
  - 第20回ニューヨーク・アジアン映画祭 開催20周年記念ライジングスター・アジア賞（『アジアの天使』）[16]
- 2023年度
  - 第74回芸術選奨文部科学大臣新人賞 映画部門（『せかいのおきく』『白鍵と黒鍵の間に』『シン・仮面ライダー』ほか）[151][19]
- 2024年度
  - 第46回ヨコハマ映画祭 助演男優賞（『ぼくのお日さま』『ベイビーわるきゅーれ ナイスデイズ』）[152]
  - 第79回毎日映画コンクール 助演俳優賞（『ぼくのお日さま』）[153]
  - 第98回キネマ旬報ベスト・テン 助演男優賞（『ぼくのお日さま』『ベイビーわるきゅーれ ナイスデイズ』）[154]
  - おおさかシネマフェスティバル2025 助演男優賞（『ぼくのお⽇さま』）[155]